# Al lado del camino
Al lado del camino é uma canção argentina de rock do músico Fito Paez, e é uma das faixas do disco Abre, de 1999.
Em 2000, ela ganhou dois Grammy Latino: "Melhor Canção de Rock" e "Best Male Rock Vocal Performance".

## Cover
Em 2009, a cantora mexicana Elan gravou uma versão cover desta música, que está inclusa no álbum Recuerdos y tequila. No mesmo ano, ela também gravou um videoclipe para a canção.

## Prêmios e indicações
| Ano  | Canção             | Indicação                        | Resultado | Ref.  |
| ---- | ------------------ | -------------------------------- | --------- | ----- |
| 2000 | Al lado del camino | Best Male Rock Vocal Performance | Venceu    | [ 2 ] |
| 2000 | Al lado del camino | Best Rock Song                   | Venceu    | [ 2 ] |